# Knut Tore Apeland
Knut Tore Apeland (n. 11 decembrie 1968, Comuna Vinje, Telemark, Norvegia) este un sportiv ce a reprezentat Norvegia, medaliat olimpic. A participat la două ediții ale Jocurilor Olimpice (1992, 1994) în care a câștigat o medalie de argint.